# Jordaniens riksvapen
Jordaniens riksvapen inkluderar inkluderar Saladinsörnen, som är en ofta använd symbol inom arabvärlden. Örnen står på en blå jordglob, vilket symboliserar islams utbredning över världen. Sädesaxen och bladen från dadelpalmen syftar på typiska produkter från landet. Inskriptionen på bandet säger: "Al-Hussein ibn Talal Ibn Abdullah, kung av det hasjemitiska kungariket Jordanien, ber till Gud om lycka och bistånd".